# کیرا والش
کیرا والش (به انگلیسی: Keira Fae Walsh) (متولد ۸ آوریل ۱۹۹۷) یک فوتبالیست انگلیسی است که به عنوان هافبک برای منچسترسیتی از FA WSL بازی می‌کند. والش در طول مبارزات انتخاباتی خود در سال ۲۰۱۴ به یک بازیکن ثابت تیم اصلی تبدیل شد و نقشی اساسی در تیم تأمین کننده جام قاره داشت.
در ژوئیه ۲۰۱۴، والش برای پیروزی ۱–۰ مقابل نوت کانتی اولین بازی بزرگسال خود را برای منچسترسیتی انجام داد. او نقش مهمی در تیم برنده جام قاره ۲۰۱۴ منچسترسیتی داشت و در پایان فصل به عنوان بازیکن اصلی تیم اصلی شد. در ژوئن ۲۰۱۵، او اولین قرارداد بزرگسالان خود را با این باشگاه امضا کرد. در ۹ نوامبر ۲۰۱۶، والش اولین گل خود را در پیروزی یک بر صفر برابر بروندبی IF در بازی رفت مرحله یک هشتم نهایی لیگ قهرمانان اروپا در مرحله یک‌هشتم نهایی به ثمر رساند. دو روز بعد، او قرارداد خود را با سیتی تمدید کرد.
قبل از ۲۰۱۹–۲۰ فصل،والش دست در یک درخواست انتقال در میان علاقه از المپیک لیون و اتلتیکو مادرید. در ۲۹ ژانویه، او انصراف او درخواست انتقال. والش داده شد مستقیماً کارت قرمز برای مقابله با کرستی هانسون در منچستر سیتی ۲–۰ از دست دادن به منچستر یونایتد در لیگ کاپ در ۲۰ اکتبر 2019. والش امضا قرارداد سه ساله در ۷ فوریه سال ۲۰۲۰ است.

## شغل بین‌المللی

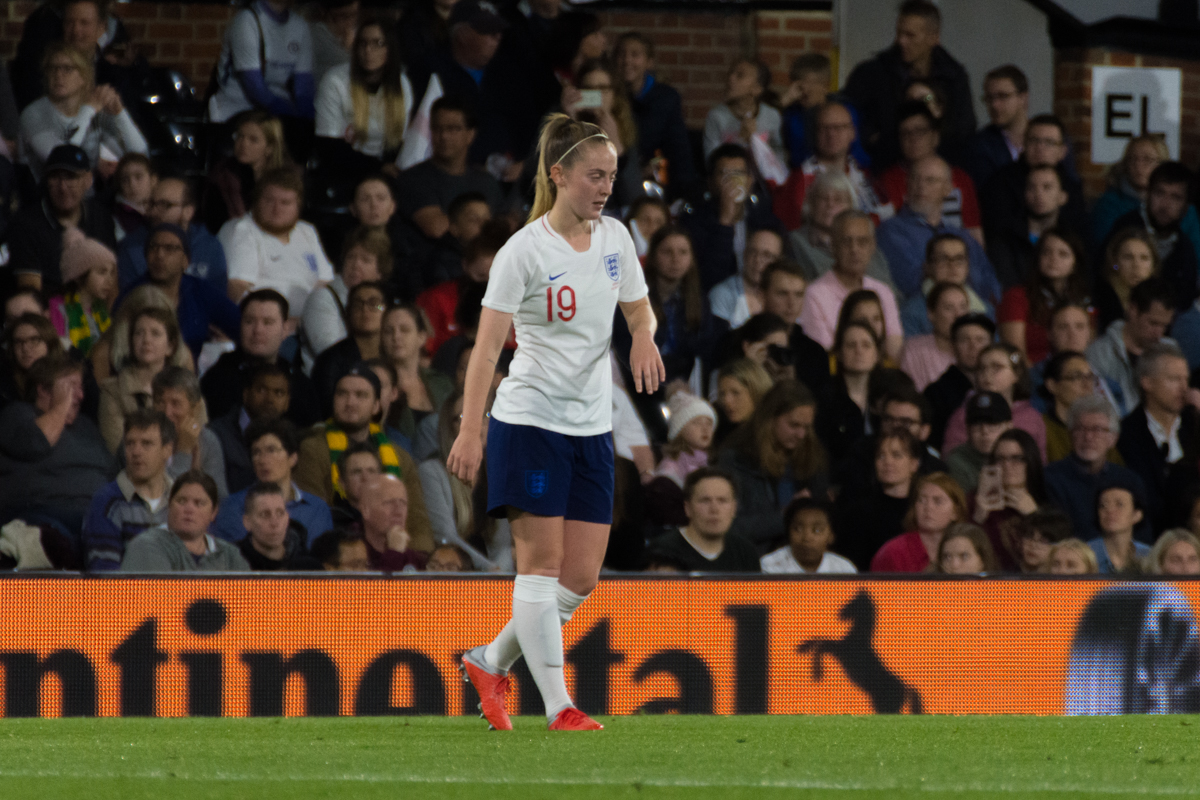
والش برای انگلیس در سال ۲۰۱۸.

در نوامبر ۲۰۰۹، والش، ۱۲ ساله، اولین فراخوان خود را به تیم زیر ۱۵ سال دریافت کرد. در نوامبر ۲۰۱۳، وی در مسابقات قهرمانی زیر ۱۷ سال زنان UEFA نامگذاری شد، جایی که او به انگلیس در مرحله حذفی و کسب مقام چهارم در مسابقات کمک کرد.
در نوامبر ۲۰۱۷، والش از تیم بزرگسالان انگلیس دعوت شد.
در سال ۲۰۱۹، والش بخشی از تیم انگلیس بود که قهرمان جام SheBelieves در ایالات متحده شد. در اواخر همان سال، والش به عنوان تیم ملی انگلیس در جام جهانی انتخاب شد. به عنوان بخشی از رسانه‌های اجتماعی انگلیس که تیم ملی با آن روبرو هستند، نام او توسط دی جی مونکی اعلام شد.

## آمار شغلی

### باشگاه
تا تاریخ match played ۵ سپتامبر ۲۰۲۰
| باشگاه     | فصل       | لیگ       | لیگ      | لیگ   | جام حذفی | جام حذفی | جام لیگ  | جام لیگ | اروپا    | اروپا | دیگر     | دیگر  | جمع      | جمع   |
| باشگاه     | فصل       | لشکر      | برنامه‌ها | اهداف | برنامه‌ها | اهداف    | برنامه‌ها | اهداف   | برنامه‌ها | اهداف | برنامه‌ها | اهداف | برنامه‌ها | اهداف |
| ---------- | --------- | --------- | -------- | ----- | -------- | -------- | -------- | ------- | -------- | ----- | -------- | ----- | -------- | ----- |
| شهر منچستر | ۲۰۱۴      | WSL 1     | ۷        | ۰     | ۰        | ۰        | ۱        | ۰       | -        | -     | -        | -     | ۸        | ۰     |
| شهر منچستر | ۲۰۱۵      | WSL 1     | ۶        | ۰     | ۰        | ۰        | ۳        | ۰       | -        | -     | -        | -     | ۹        | ۰     |
| شهر منچستر | ۲۰۱۶      | WSL 1     | ۸        | ۰     | ۰        | ۰        | ۴        | ۰       | ۸        | ۱     | -        | -     | ۲۰       | ۱     |
| شهر منچستر | ۲۰۱۷      | WSL 1     | ۸        | ۰     | ۰        | ۰        | ۰        | ۰       | -        | -     | -        | -     | ۸        | ۰     |
| شهر منچستر | ۲۰۱۷–۱۸   | WSL 1     | ۱۸       | ۰     | ۱        | ۰        | ۶        | ۰       | ۸        | ۰     | -        | -     | ۳۳       | ۰     |
| شهر منچستر | ۲۰۱۸–۱۹   | WSL       | ۱۹       | ۱     | ۳        | ۰        | ۷        | ۰       | ۲        | ۰     | -        | -     | ۳۱       | ۱     |
| شهر منچستر | ۲۰۱۹–۲۰   | WSL       | ۱۴       | ۲     | ۰        | ۰        | ۵        | ۰       | ۴        | ۰     | -        | -     | ۲۳       | ۲     |
| شهر منچستر | ۲۰۲۰–۲۱   | WSL       | ۶        | ۱     | ۰        | ۰        | ۰        | ۰       | ۰        | ۰     | 1        | ۰     | ۲        | ۰     |
| در کل شغل  | در کل شغل | در کل شغل | ۸۶       | ۴     | ۴        | ۰        | ۲۷       | ۰       | ۲۲       | ۱     | ۱        | ۰     | ۱۳۳      | ۵     |

1. ↑  Includes the Women's FA Cup
2. ↑  Includes the WSL Cup/Women's League Cup
3. ↑  Includes the UEFA Women's Champions League
4. ↑  Appearance in Women's FA Community Shield

## افتخارات
منچستر سیتی
- جام لیگ زنان FA: 2014، ۲۰۱۶، ۲۰۱۸–۱۹
- سوپرلیگ زنان FA: 2016
- جام حذفی زنان: ۲۰۱۶–۱۷، ۲۰۱۸–۱۹

انگلستان
- جام SheBelieves: 2019[۱۴]
- مقام چهارم جام جهانی زنان فیفا: 2019[۱۹]